# O tempora, o mores

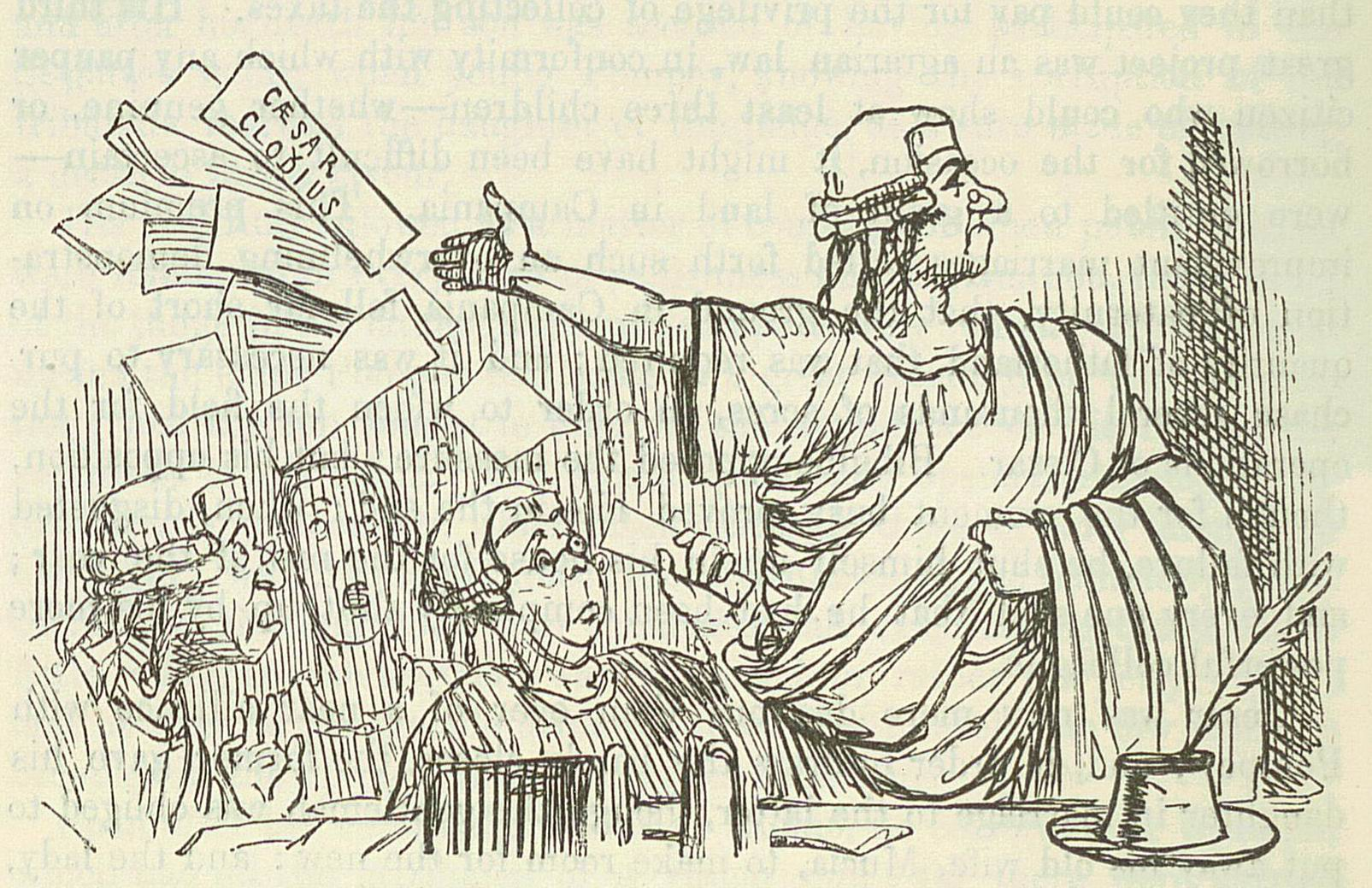
Història de Roma en còmic, p 296, Ciceró.

O tempora, o mores és una locució llatina que es pot traduir com a: «Oh, quins temps; oh, quins costums!».
Marc Tul·li Ciceró la va encunyar en la primera Catilinària, Oratio in Catilinam Prima in Senatu Habita. En el discurs contra Catilina, que havia intentat assassinar-lo, Ciceró va lamentar la deslleialtat i la corrupció del seu temps. També apareix en el seu discurs contra Verres. Avui dia la frase es fa servir, generalment amb cert to irònic o sarcàstic, per a criticar els usos i costums del present, recordant una època anterior on se suposa que els costums eren millors.
L'expressió també apareix en dos àlbums de la sèrie d'historietes Astèrix: Astèrix a Còrsega i L'escut arvern.